# Peridiello
Peridiello (en asturiano y oficialmente: El Peridiellu) es una casería que pertenece a la parroquia de Serín en el concejo de Gijón (Principado de Asturias). Se encuentra a 66 m s. n. m. y está situada a 13,20 km de la capital del concejo, Gijón. 

## Población
En 2020 contaba con una población de 8 habitantes (INE 2020) repartidos en 7 viviendas.